# Довгаль, Юлия Витальевна
Юлия Витальевна Довгаль (укр. Юлія Віталіївна Довгаль; род. 2 июня 1983, Кировоград) — украинская тяжёлоатлетка, участница летних Олимпийских игр 2008 года в Пекине. Мастер спорта Украины международного класса (2002).

## Достижения
Серебряный призёр чемпионатов Европы 2005 и 2008 годов в весовой категории свыше 75 кг. Бронзовый призёр чемпионата Европы 2009 года. Бронзовый призёр чемпионата Европы среди юниоров 2002 года. Участница чемпионатов мира 2005 и 2006 годов.